# 2015 KZ120
2015 KZ120, também escrito como 2015 KZ120, é um corpo celeste que é classificado pelo Minor Planet Center como um Centauro. O mesmo possui uma magnitude absoluta de 9,9 e tem um diâmetro com cerca de 46 km.

## Descoberta
2015 KZ120 foi descoberto no dia 20 de maio de 2015 pelo Pan-STARRS 1.

## Órbita
A órbita de 2015 KZ120 tem uma excentricidade de 0,806 e possui um semieixo maior de 42,674 UA. O seu periélio leva o mesmo a uma distância de 8,273 UA em relação ao Sol e seu afélio a 77,076 UA.